# Ian MacKaye

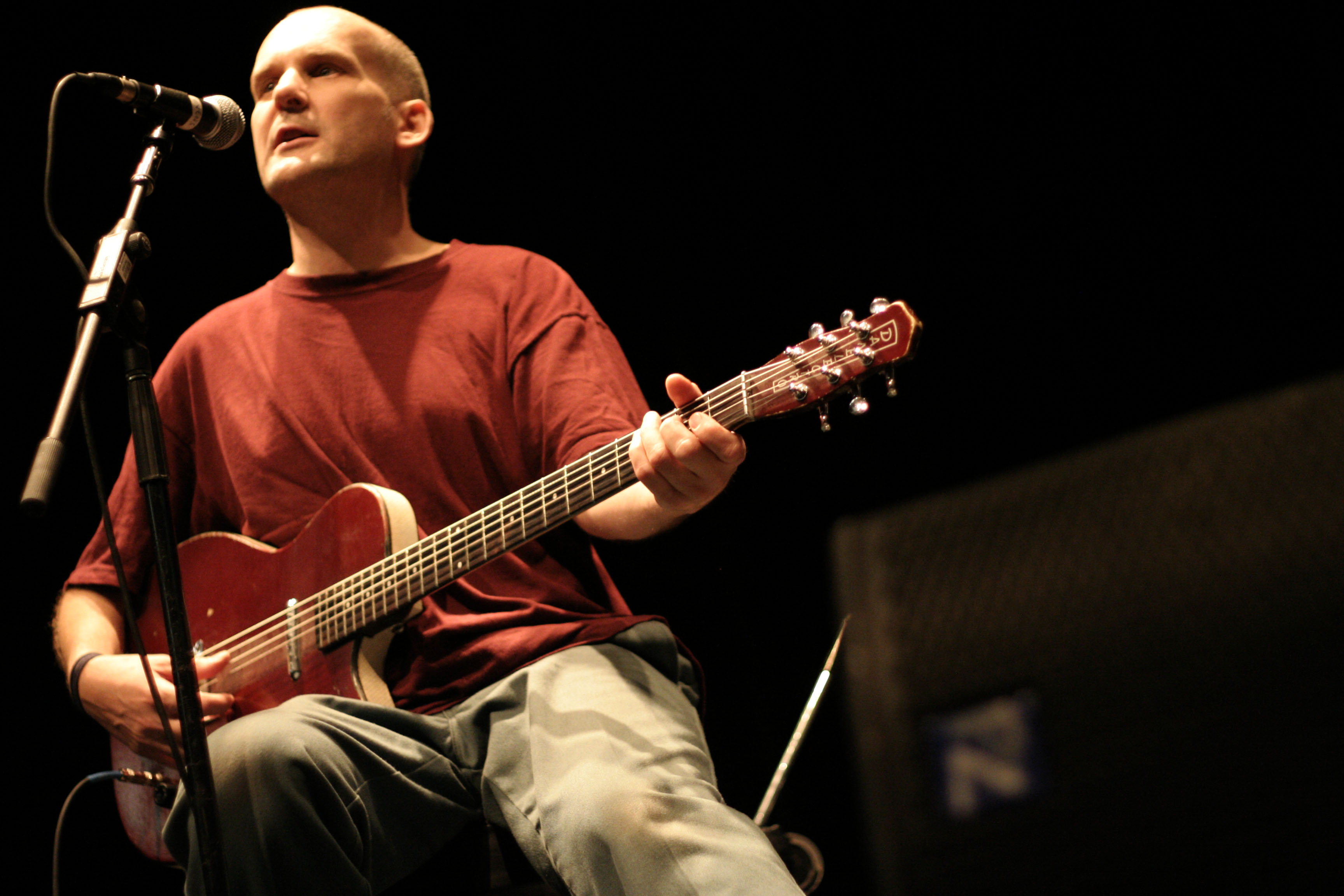
MacKaye im März 2007

Ian Thomas Garner MacKaye (* 16. April 1962 in Washington, D.C.) ist ein US-amerikanischer Musiker. Zusammen mit Jeff Nelson ist MacKaye Mitbegründer und -eigentümer von Dischord Records, eines in Washington, D.C. angesiedelten Punk-Labels. Er war in seiner Karriere Mitglied von sieben Bands, unter anderem Minor Threat, Fugazi und Embrace. MacKaye gilt außerdem als der Initiator der Straight-Edge-Bewegung.

## Leben
MacKaye wurde 1962 in Washington D.C. geboren. Seit seiner Kindheit ist er mit Henry Rollins, dem Sänger von Black Flag, befreundet. Als Kind lernte er Klavier und Gitarre; beides gab er jedoch nach einiger Zeit auf. Frühe musikalische Einflüsse waren unter anderem Ted Nugent und Queen. 1979 begann er sich durch ein Konzert der Cramps für Punk zu interessieren. Bands wie Bad Brains und Black Flag wurden zu seinen Vorbildern.
MacKayes Bruder Alex gründete 1979 die Band Untouchables. 1980 gründete Ian MacKaye die kurzlebigen Bands The Teen Idles und Skewbald / Grand Union, bevor er im selben Jahr die Hardcore-Band Minor Threat gründete. Um mit den Teen Idles eine Platte aufnehmen zu können, gründete er mit seinem Bandkollegen Jeff Nelson das Label Dischord Records. In dieser Zeit wechselte MacKaye vom Bass zum Gesang. Obwohl Minor Threat nur drei Jahre existierte und nur ein Album veröffentlichte, wurde sie eine der einflussreichsten Hardcore-Bands. Nach der Auflösung von Minor Threat spielte MacKaye in mehreren Bands, unter anderem Embrace, Egg Hunt und Pailhead. Er ist seit 1987 Gitarrist und Sänger der einflussreichen Post-Hardcore-Gruppe Fugazi sowie des dem Folk zuzuordnenden Duos The Evens. Außerdem arbeitete er unter anderem mit Sonic Youth, Government Issue, Ministry (mit deren Mitgliedern er Pailhead gründete), John Frusciante, 7 Seconds, Bikini Kill, The Nation of Ulysses, Q And Not U, Rites of Spring, Joe Lally und der Rollins Band zusammen.
MacKaye beschloss in seiner Jugend, nachdem er die negativen Effekte von legalen und illegalen Drogen auf mehrere seiner Freunde und ein Familienmitglied gesehen hatte, nie zu solchen zu greifen. In seinen Texten thematisierte MacKaye diese Abstinenz, was zur Entstehung der Straight-Edge-Bewegung führte. Intendiert war die Gründung einer solchen Bewegung von MacKaye jedoch nie.
MacKaye ist mit der Musikerin Amy Farina verheiratet, ehemalige Schlagzeugerin bei Ted Leo and the Pharmacists, mit der er das Musikduo The Evens bildet und mit der er seit 2008 einen Sohn hat.

## Equipment

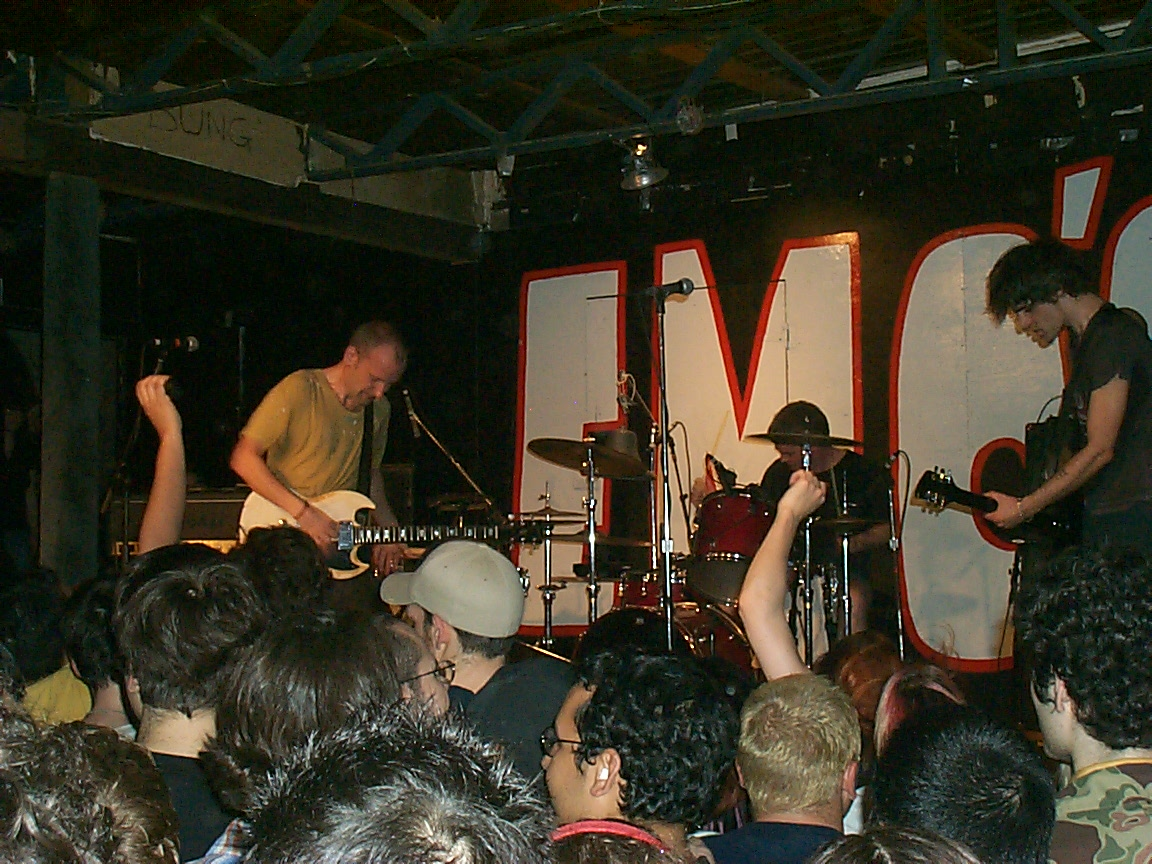
Ian MacKaye (links) mit Fugazi, seine weiße Gibson SG spielend (2002)

### Gitarren
- Gibson SG
- Creston Electric Instruments Bariton

### Verstärker
- Marshall JCM 800 100 watt 2203
- Marshall JCM 800 4x12
- Fender Tweed Deluxe

## Diskografie (Auszug)

### Mit The Teen Idles
- 1980: Minor Disturbance (EP, Dischord Records)
- 1996: Anniversary (EP, Dischord)

### Mit Minor Threat
- 1983: Out of Step (Dischord Records)

## Galerie

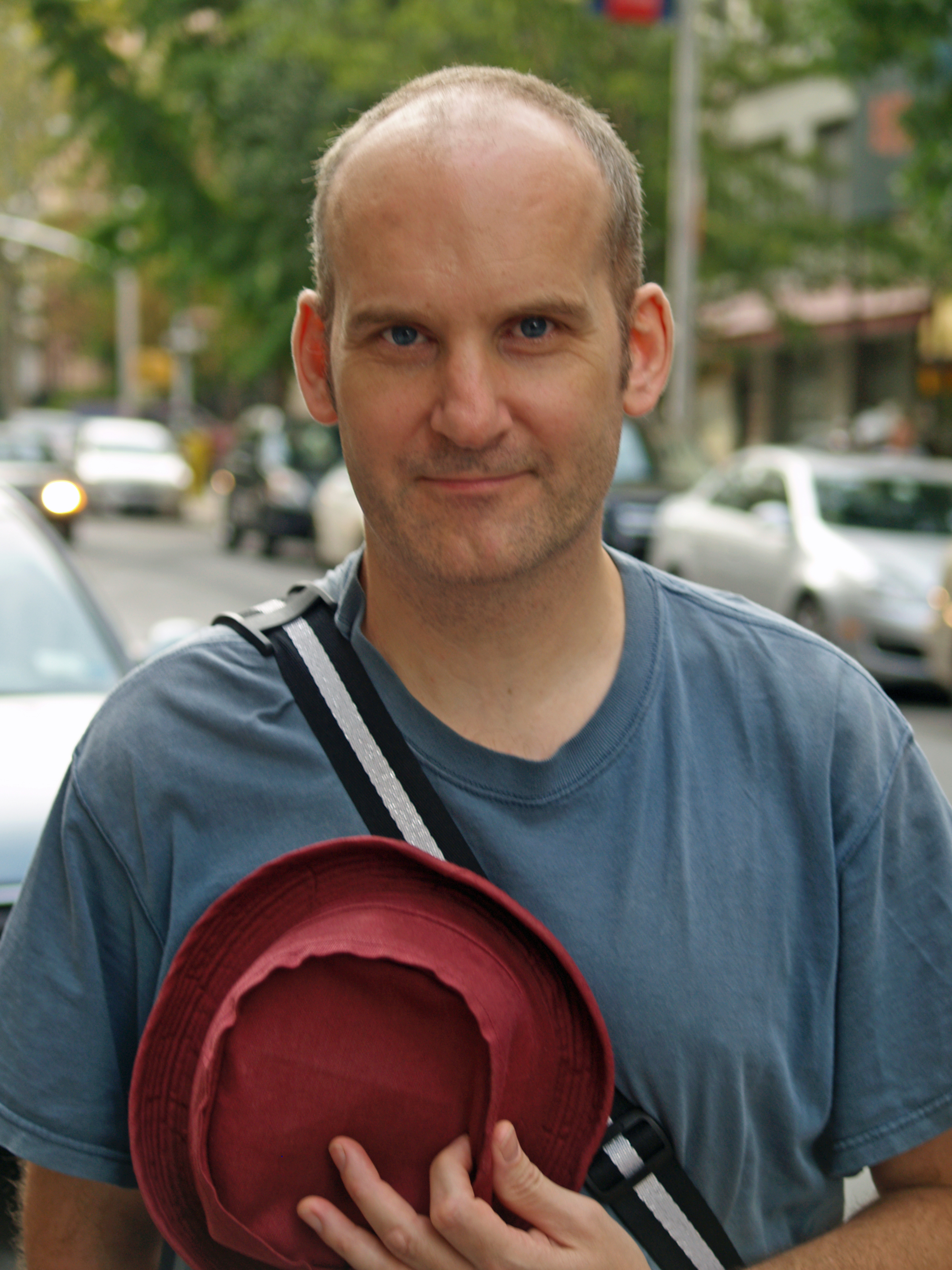
Ian MacKaye (2008)
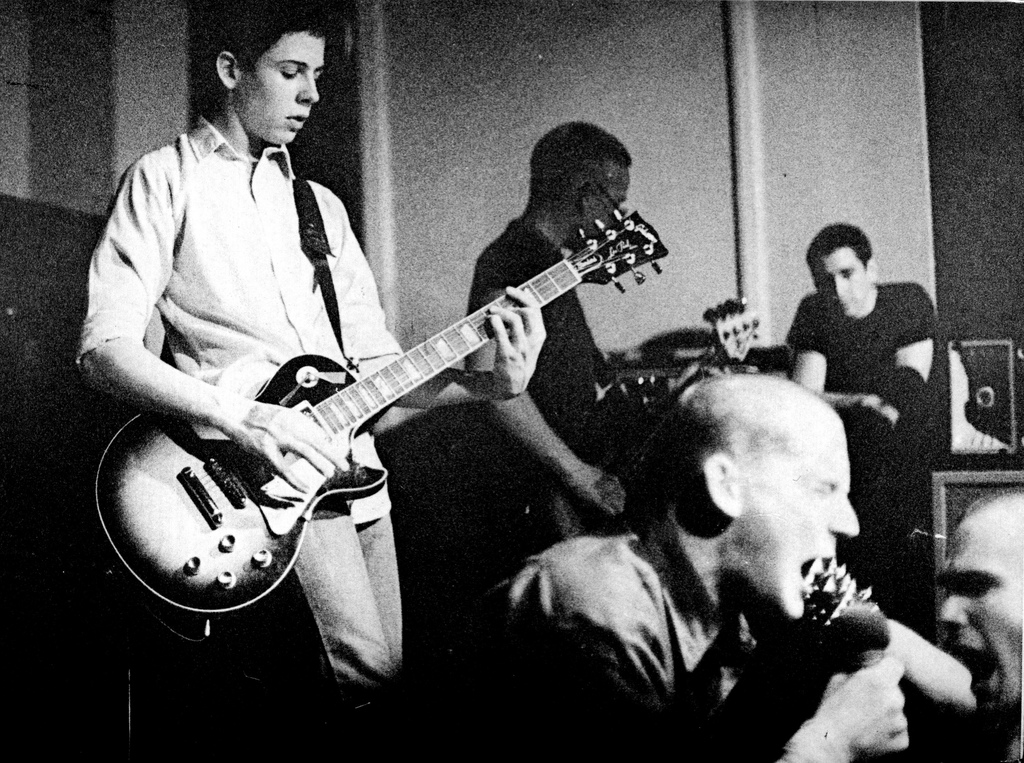
Ian MacKaye (unten rechts, mit Mikrofon) mit Minor Threat (1981)